# 虹を待つ人
「虹を待つ人」（にじをまつひと）は、BUMP OF CHICKENの楽曲。1作目の配信限定シングルとして、2013年8月21日にリリースされた。

## 概要
BUMP OF CHICKENの楽曲としては、シングル『firefly』以来約11ヶ月ぶりのリリースとなった。キャリア初の配信限定シングルである。
アートワークは、2013年7月3日に発売されたベストアルバム『BUMP OF CHICKEN I ＜1999-2004＞』『BUMP OF CHICKEN II ＜2005-2010＞』に続いて蜷川実花が担当している。

## 楽曲
1. 虹を待つ人 [4:00]
作詞・作曲：藤原基央、編曲：BUMP OF CHICKEN
アルバム『RAY』収録曲。
東宝系映画『ガッチャマン』主題歌。
2013年8月3日に出演した「ROCK IN JAPAN FESTIVAL 2013」で初演奏された。ちなみにBUMP OF CHICKENのROCK IN JAPAN FESTIVALへの出演は5年ぶりのことであった[2]。
ミュージック・ビデオは、2013年8月9日にQVCマリンフィールドで開催した「ベストアルバム発売記念ライブ」の映像と、仮装したメンバーがクラブで演奏するシーンで構成されている。ライブ映像には、演出として使用されたチームラボによる「teamLabBall」が登場しているほか、出演者は同公演で観客に配布されたLEDリストバンド「ザイロバンド」を着用している[3][4]。なお、このMVは『SPACE SHOWER MUSIC VIDEO AWARDS』で、視聴者投票によって決定される「BEST YOUR CHOICE」を受賞している[5]。
それまでのBUMP OF CHICKENの楽曲とは異なり、電子音を大々的に使用したアレンジとなっている。ライブなどでは、直井由文が曲冒頭でシンセサイザーを演奏している[注 1][6]。
2014年7月25日、テレビ朝日系「ミュージックステーション」に初出演した際、同曲を「ray」とともに演奏した。バンドとしてはこれが初めての地上波テレビでの生演奏となった[7]。

## ライブ映像作品
| 作品名                                                               | 備考                                                                                                  |
| -------------------------------------------------------------------- | --- |
| RAY（初回限定盤付属DVD）                                             | オリジナルアルバム。2013年8月9日に開催されたベストアルバム発売記念ライブの映像を収録している。        |
| BUMP OF CHICKEN WILLPOLIS 2014                                       | |
| Butterflies（初回限定盤付属DVDおよびBlu-ray Disc）                   | オリジナルアルバム。2015年8月4日に横浜アリーナで開催された「Special Live 2015」の映像を収録している。 |
| BUMP OF CHICKEN STADIUM TOUR 2016 "BFLY" NISSAN STADIUM 2016/7/16,17 | |
| BUMP OF CHICKEN PATHFINDER LIVE AT STUDIO COAST                      | CDショップなどの店舗では発売されず、ライブ会場やバンド公式サイトの通販のみでの発売となった。          |
| BUMP OF CHICKEN TOUR 2017-2018 PATHFINDER SAITAMA SUPER ARENA        | |
| aurora arc（初回限定盤付属DVDおよびBlu-ray Disc）                    | オリジナルアルバム。2018年12月28日に出演したCOUNTDOWN JAPAN 18/19での映像を収録している。             |
| BUMP OF CHICKEN TOUR 2019 aurora ark TOKYO DOME                      | 初回限定盤の特典映像にも収録されている（2019年10月のZepp Osaka Bayside公演）。                        |